# Neril
Neril es una localidad española perteneciente al municipio oscense de Laspaúles, en la comunidad autónoma de Aragón.

## Toponimia
Lingüistas como Benito Moliner o Coromines han propuesto que el topónimo deriva del antropónimo latino niger, siguiendo otros casos similares. El nombre de la localidad también puede aparecer referido con la grafía Nerill.

## Historia
El emplazamiento de Neril probablemente fuera una finca privada en periodo tardorromano o altomedieval y probablemente fuera posteriormente ocupado en la Edad Media por un castillo o fortificación que controlaba parte del valle bajo la influencia del centro regional que suponía el castillo de Valseñiu. Estas fortificaciones subordinadas, a cargo de un carlán, eran típicas en Ribagorza y se ha propuesto que la casa Castillo de Neril fuera la base de un distrito secundario de este tipo.
Pronto pasó a una dependencia feudal del monasterio de Alaón, que se fue consolidando como el gran propietario en la región. Neril era la sede de una iglesia gestionada por un vicario del abad que atendía a la población y a la vecina Ardanué.
La localidad estaba aún bajo la jurisdicción del monasterio a principios del siglo XIX. La abolición de los señoríos en España en 1837 supuso el final de este dominio y su conversión en un municipio constitucional, del que también formaba parte la localidad de Ardanué. Neril contaba hacia mediados del siglo XIX con 66 habitantes. Aparece descrita en el decimotercer volumen del Diccionario geográfico-estadístico-histórico de España y sus posesiones de Ultramar de Pascual Madoz de la siguiente manera:

NERIL ó NERILL: l. con ayunt. en la prov. de Huesca (21 1/2 leg.), part. jud. de Benabarre (9), aud. terr. y c. g. de Zaragoza (35 1/2), abadiado de la O., dióc. de Lérida (24); está sit. en la cumbre de un cerro, con buena ventilacion y clima sano, pero propenso á hinchazones y dolores de costado. Se compone de unas 28 casas distribuidas entre este pueblo y su ald. de Ardanues que dist. media hora, y está sit. en el vértice de un cerro; una igl. parr. (Sto. Tomas) de la que depende el anejo de la espresada ald., sirviéndola un cura párr. de provisión del diocesano y 2 fuentes, una para las personas y otra para caballerias. Su térm. confina N. y O. con el de las Paules; E. el de las Lagunas y S. con el de Senuy. El terreno es de secano, montuoso y pedregoso, bastante miserable, con algun arbolado de chopos y fresnos. caminos: locales, de herradura y en mal estado, prod.: centeno, patatas y yerba los años de mucha lluvia, que aprovecha el ganado lanar, cabrio, vacuno, mular y de cerda; hay tambien animales dañinos tales como lobos y zorras, pobl.: 14 vec., 66 alm. riqueza imp.: 22,575 rs. contr.: 2,947 rs.
(Madoz, 1849, p. 154)

## Demografía
| Gráfica de evolución demográfica de Neril entre 1842 y 1960 |
| |
| Población de derecho según los censos de población del INE Población de hecho según los censos de población del INEEntre el censo de 1857 y el anterior, crece el término del municipio porque incorpora a Laslagunas y Denuy Entre el censo de 1970 y el anterior, este municipio desaparece porque se integra en el municipio Laspaúles |

En 2021 tenía 20 habitantes.